# Sekai Saikō no Ansatsusha, Isekai Kizoku ni Tensei Suru
Sekai Saikō no Ansatsusha, Isekai Kizoku ni Tensei Suru (世界最高の暗殺者、異世界貴族に転生する lit. El mejor asesino del mundo se reencarna en otro mundo como un aristócrata?), también conocida como The World's Finest Assassin Gets Reincarnated in Another World as an Aristocrat en inglés, y en Japón como Ansatsu Kizoku (暗殺貴族?) para abreviar, es una serie de novelas ligeras japonesas escritas por Rui Tsukiyo e ilustradas por Reia. Fue a serializado en línea del 29 de julio de 2018 al 28 de octubre de 2021 en el sitio web de publicación de novelas generadas por usuarios Shōsetsuka ni Narō. Más tarde fue adquirido por Kadokawa Shōten, que ha publicado ocho volúmenes hasta el momento desde el 1 de febrero de 2019 bajo su sello Kadokawa Sneaker Bunko.
Una adaptación a manga con ilustraciones de Hamao Sumeragi se ha serializado en línea a través del sitio web Young Ace Up de Kadokawa Shōten desde el 31 de enero de 2019 y se ha recopilado en ocho volúmenes tankōbon hasta el momento. Tanto la novela ligera como el manga han sido autorizados en Norteamérica por Yen Press. Una adaptación de la serie a anime producido por Silver Link y Studio Palette estaba programada para estrenarse en julio de 2021, pero el estreno fue retrasado hasta el 6 de octubre del mismo año debido a la pandemia de COVID-19.

## Sinopsis
El protagonista es un anciano que había vivido su vida como el mayor asesino del mundo. Debido a su avanzada edad, finalmente se decidió que podría retirarse. Sin embargo, el avión en el que estaba fue saboteado e incluso sus habilidades como el mayor asesino no pudieron salvarlo. Cuando murió, fue despertado por una diosa que quería reencarnarlo en un mundo de espadas y magia porque necesita su conjunto de habilidades para evitar la destrucción de ese mundo a manos del Héroe. Aceptando esta petición, el protagonista despierta como Lugh Tuatha Dé y jura finalmente vivir su vida al máximo como ser humano y no como una herramienta.

## Personajes
Lugh Tuatha Dé (ルーグ・トウアハーデ Rūgu Touahā De?)
 Seiyū: Kenji Akabane, Makoto Koichi (joven), Ricardo Bautista (español latino)
Hijo de Cian y Esri, Lugh es el protagonista principal. Es el heredero designado de la Casa de Tuatha Dé, enseñado tanto en las artes de la medicina como en el asesinato por su padre. Lugh tenía una hermana mayor llamada Ruff, quien murió mucho antes de que naciera. La diosa le encarga la tarea de matar al héroe después de que derrota al Señor Demonio, ya que una profecía revela que el héroe, borracho de poder, destruiría el mundo él mismo después de derrotar al Señor de los Demonios. Más adelante en la historia, Lugh termina con cuatro prometidas; Dia, Tarte, Maha y Epona.
Dia Viekone (ディア?)
 Seiyū: Reina Ueda, Cecilia Guerrero (español latino)
El interés amoroso de Lugh, Dia conoció a Lugh como su maestro en la habilidad de usar magia. Ella es una de las magas más poderosas del mundo y se vuelve aún más poderosa con la ayuda de Lugh y su conocimiento completo del mundo moderno. Cuando la región de Viekone se ve afectada por una guerra civil, el padre de Dia le pide a Lugh que lleve a Dia de manera segura a la región de Tuatha Dé, donde es adoptada bajo el pretexto de ser la hermana menor de Lugh.
Tarte (タルト Taruto?)
 Seiyū: Yūki Takada, Azul Valadez (español latino)
Tarte, la asistente del asesinato de Lugh, es una maga salvada por Lugh que se confía de todo corazón a su salvador. En la superficie, aparece como la hermosa asistente de Lugh. Ella fue acogida por Lugh después de ser abandonada por los habitantes de su aldea natal porque no había suficiente comida y no podían permitirse el lujo de alimentarla.  Ella es muy hábil con el uso de la lanza. También participa en el interrogatorio de los prisioneros. Aunque es consciente de que Lugh solo le salvó la vida gracias a su alto talento mágico, Tarte decide dedicar toda su vida a ser su herramienta más dedicada, hasta el punto de que incluso desarrolla sentimientos por él.
Maha (マーハ Māha?)
 Seiyū: Shino Shimoji, Valentina Souza (español latino)
La hermana jurada de Lugh, Maha es otra maga salvada por las maquinaciones de Lugh, aunque en ese momento, era conocida por su alias, Ilig Balor. Ella se desempeña como directora ejecutiva de la marca de cosméticos Lugh mientras él está ausente. Maha solía ser hija de una familia de comerciantes exitosos, pero quedó huérfana cuando sus padres fueron asesinados por un grupo de ladrones mientras se dirigían a una reunión de negocios. Ella se vio obligada a huir cuando descubre que el hombre que la acogió ordenó asesinar a sus padres y matarla a ella para hacerse cargo de la empresa de su padre. Al llegar a la ciudad de Milteu, Maha usó sus conocimientos como comerciante para dirigir un pequeño pero exitoso negocio junto con otros huérfanos guiando a los turistas en la ciudad o vendiendo hielo y leña. Desafortunadamente, todo salió mal cuando la esposa del Conde Milteu decidió invertir grandes sumas de dinero en ayudar a los huérfanos, lo que llevó a que se construyeran numerosos orfanatos, a donde fueron enviados Maha y los huérfanos. Durante su estancia en un orfanato, a menudo sufrió abusos y empezó a desconfiar de otras personas. Al sentir el poder mágico de ella, Lugh decidió adoptarla y la entrena para que se convierta en una sirvienta leal en su equipo de asesinato. Su papel en el equipo de asesinato de Lugh es la recopilación de información, el apoyo logístico y el interrogatorio de los prisioneros. Al igual que Tarte, se da cuenta de que Lugh solo le salvó la vida porque fue útil en su misión, pero aun así, siente algo por él.

## Contenido de la obra

### Novela ligera
Sekai Saikō no Ansatsusha, Isekai Kizoku ni Tensei Suru es escrito por Rui Tsukiyo. Comenzó a publicarse  sitio web Shōsetsuka ni Narō el 29 de julio de 2018. Más tarde fue adquirida por Kadokawa Shōten, quien comenzó a lanzar la serie impresa con ilustraciones de Reia el 1 de febrero de 2019, y hasta el momento han sido publicados ocho volúmenes. En julio de 2020, Yen Press anunció que licenciaron la serie.
| Volúmenes de novelas ligeras publicadas | Volúmenes de novelas ligeras publicadas | Volúmenes de novelas ligeras publicadas                          |
| Número                                  | Fecha de publicación                    | ISBN                                                             |
| --------------------------------------- | --------------------------------------- | ---------------------------------------------------------------- |
| 1                                       | 1 de febrero de 2019                    | ISBN 978-4-04-107941-6                                           |
| 2                                       | 1 de julio de 2019                      | ISBN 978-4-04-107874-7                                           |
| 3                                       | 1 de noviembre de 2019                  | ISBN 978-4-04-107877-8                                           |
| 4                                       | 1 de abril de 2020                      | ISBN 978-4-04-108971-2 ISBN 978-4-04-108970-5 (edición especial) |
| 5                                       | 1 de septiembre de 2020                 | ISBN 978-4-04-108972-9                                           |
| 6                                       | 27 de febrero de 2021                   | ISBN 978-4-04-108973-6                                           |
| 7                                       | 29 de julio de 2022                     | ISBN 978-4-04-111501-5                                           |
| 8                                       | 1 de agosto de 2024                     | ISBN 978-4-04-111502-2                                           |

### Manga
El 31 de enero de 2019, una adaptación a manga con ilustraciones de Hamao Sumeragi comenzó a publicarse en el sitio web de manga Young Ace Up de Kadokawa Shōten. Kadokawa Shōten recopila sus capítulos individuales en volúmenes tankōbon. El primer volumen fue publicado el 4 de octubre de 2019, y hasta el momento se han lanzado ocho volúmenes. Yen Press también obtuvo la licencia del manga para su lanzamiento en inglés.
| Volúmenes de manga publicados | Volúmenes de manga publicados | Volúmenes de manga publicados |
| Número                        | Fecha de publicación          | ISBN                          |
| ----------------------------- | ----------------------------- | ----------------------------- |
| 1                             | 4 de octubre de 2019          | ISBN 978-4-04-108699-5        |
| 2                             | 3 de julio de 2020            | ISBN 978-4-04-109105-0        |
| 3                             | 9 de abril de 2021            | ISBN 978-4-04-111203-8        |
| 4                             | 9 de noviembre de 2021        | ISBN 978-4-04-111808-5        |
| 5                             | 9 de septiembre de 2022       | ISBN 978-4-04-112553-3        |
| 6                             | 10 de julio de 2023           | ISBN 978-4-04-113419-1        |
| 7                             | 8 de marzo de 2024            | ISBN 978-4-04-114443-5        |
| 8                             | 10 de enero de 2025           | ISBN 978-4-04-115356-7        |

### Anime
El 15 de febrero de 2021 se anunció una adaptación de la serie a anime por los estudios Silver Link y Studio Palette. Masafumi Tamura está dirigiendo la serie, con Katsuhiko Takayama escribiendo y supervisando los guiones, Eri Nagata diseñando los personajes y Kenichi Kuroda componiendo la música. La serie estaba originalmente programada para estrenarse en julio de 2021, pero se retrasó hasta el 6 de octubre del mismo año debido a «diversas circunstancias». Se estrenó el 6 de octubre de 2021 en AT-X y otros canales. El tema de apertura es «Dark seeks light» interpretado por Yui Ninomiya, mientras que el tema final es «A Promise» interpretado por Aira Yūki. Crunchyroll obtuvo la licencia de la serie.
El 28 de octubre de 2021, Crunchyroll anunció que la serie recibirá un doblaje tanto en inglés como en español, que se estrenó el 24 de noviembre de 2021.
Se anunció una segunda temporada durante la transmisión en vivo de la "Sneaker Bunko 35th Anniversary Festa!" de Kadokawa el 24 de septiembre de 2023.